# Szczawnica
Szczawnica é um município da Polônia, na voivodia da Pequena Polônia e no condado de Nowy Targ. Estende-se por uma área de 32,90 km², com 5 807 habitantes, segundo os censos de 2017, com uma densidade de 176,5 hab/km².